# Береговые Сыреси
Береговые Сыреси — село, административный центр Берегово-Сыресевского сельского поселения в Ичалковском районе Мордовии. 

## География
Расположено на реке Алатырь, в 28 км от районного центра — села Кемля — и в 24 км от железнодорожной станции Оброчное. 

## История
Береговые Сыреси основаны в XVII веке, в переписи 1671 года упоминаются как деревня Сыресева. Название-антропоним: первым поселенцем был мордвин с языческим именем Сыресь. Определение «Береговые» характеризует местоположение села — на берегу реки.  
В «Списке населённых мест Симбирской губернии» (1863) Береговые Сыреси — село владельческое из 145 дворов Ардатовского уезда. В 1876 году И. Н. Ульянов открыл в селе «образцовое» двухклассное начальное училище повышенного типа (содержалось на средства Министерства народного просвещения и сельского общества). В 1880-х годах И. Н. Ульянов неоднократно посещал эту школу. По состоянию на 1913 год в селе были церковь и 2 школы.  
В 30-х годах XX века в Береговых Сыресях был организован колхоз «Путь к коммунизму», с 1996 года — СХПК «Труд». В 1960-1980-е близ села работала межколхозная малая ГЭС. 

## Население
| 2002 | 2010 |
| ---- | ---- |
| 309  | ↘294 |

В 1913 году в селе было 294 двора (2 300 чел.); в 1930 году — 453 двора (2 231 чел.).  Население 338 человек (2001), преимущественно русские.
По данным Всероссийской переписи населения 2002 года в селе проживали 309 человек, преобладающие национальности — русские (54%), мордва (37%).

## Инфраструктура
По состоянию на 2003 год функционировали СХПК «Труд» (специализация на выращивании зерновых и зернобобовых культур, сеяных трав, мясном и молочном животноводстве), школа, библиотека, Дом культуры, участковая больница. 
Улицы: Журавлевка, Карла Маркса, Кооперативная, Ленинская, Московская, Набережная, Советская.

## Памятники и памятные места
- Михаило-Архангельская церковь — памятник архитектуры. Построена в 1898—1899 годах, деревянная.
- Ветряная мельница — памятник архитектуры (1924).
- Обелиск воинам-землякам, погибшим в годы Великой Отечественной войны 1941—1945 гг. (ул. Советская, рядом с д. 7).